# Абуль-Баракат Натанель
Абуль-Баракат Хибатуллах ибн Малька аль-Багдади (Натанель, ок. 1080—1165) — багдадский философ, физик, психолог и врач. Написал работу на иврите под именем Натанеля.
По происхождению еврей. В 1143 году принимал у себя в Багдаде сына наваррско-еврейского философа Авраама ибн Эзра. Когда перешёл в ислам, сын Авраама — Исаак (Абу-Сад) — последовал его примеру.

## Научный метод
Мусульманский еврейский физик и натурфилософ Абуль Баракат Натанель был сторонником научного метода, считал важным ставить эксперименты . Он написал книгу Китаб аль-Му’табар с критикой физики и философии Аристотеля, в которой он разработал концепции, близкие к современным.

## Зависимость силы от ускорения, а не от скорости
Внёс значительный вклад в развитие средневековой теории механического движения — теории импетуса . По поводу движения Натанель считал: «Предлагается объяснение ускорения падающих тел накоплением последовательного приращения мощности с последовательным шагом скорости». Это закон классической механики, — сила, действующая непрерывно, производит ускорение. Теория Абуль Баракат Натанеля о движении и различии между скоростью и ускорением показала, что сила пропорциональна ускорению, а не скорости .

## Концепция времени как мера бытия
Абуль Баракат Натанель подверг критике концепцию Аристотеля о времени как о «мере движения», считая время «мерой бытия» .